# Bideyiz
Bideyiz è un comune dell'Azerbaigian situato nel distretto di Şəki. Conta una popolazione di 1 258 abitanti.